# Ardian Cuculi
Ardian Cuculi (in macedone Ардијан Цуцули?, Ardijan Cuculi; Tetovo, 19 luglio 1987) è un ex calciatore macedone con cittadinanza albanese, di ruolo difensore.

## Biografia
Nato in Macedonia del Nord da una famiglia appartenente alla comunità albanese del Paese, possiede anche il passaporto albanese.

## Carriera

### Club
Ha giocato nella massima serie del campionato macedone con varie squadre.

### Nazionale
Ha giocato nella nazionale macedone Under-21.
Ha esordito con la nazionale maggiore macedone il 26 maggio 2014 nella partita amichevole tra Macedonia-Camerun (0-2).

## Statistiche

### Cronologia presenze e reti in nazionale
| Cronologia completa delle presenze e delle reti in nazionale ― Macedonia | Cronologia completa delle presenze e delle reti in nazionale ― Macedonia | Cronologia completa delle presenze e delle reti in nazionale ― Macedonia | Cronologia completa delle presenze e delle reti in nazionale ― Macedonia | Cronologia completa delle presenze e delle reti in nazionale ― Macedonia | Cronologia completa delle presenze e delle reti in nazionale ― Macedonia | Cronologia completa delle presenze e delle reti in nazionale ― Macedonia | Cronologia completa delle presenze e delle reti in nazionale ― Macedonia |
| Data                                                                     | Città                                                                    | In casa                                                                  | Risultato                                                                | Ospiti                                                                   | Competizione                                                             | Reti                                                                     | Note                                                                     |
| ------------------------------------------------------------------------ | ------------------------------------------------------------------------ | ------------------------------------------------------------------------ | ------------------------------------------------------------------------ | ------------------------------------------------------------------------ | ------------------------------------------------------------------------ | ------------------------------------------------------------------------ | ------------------------------------------------------------------------ |
| 26-5-2014                                                                | Kufstein                                                                 | Camerun                                                                  | 2 – 0                                                                    | Macedonia                                                                | Amichevole                                                               | -                                                                        | 26’                                                                      |
| 30-5-2014                                                                | Rieti                                                                    | Qatar                                                                    | 0 – 0                                                                    | Macedonia                                                                | Amichevole                                                               | -                                                                        |                                                                          |
| 18-6-2014                                                                | Shenyang                                                                 | Cina                                                                     | 2 – 0                                                                    | Macedonia                                                                | Amichevole                                                               | -                                                                        |                                                                          |
| 22-6-2014                                                                | Jinan                                                                    | Cina                                                                     | 0 – 0                                                                    | Macedonia                                                                | Amichevole                                                               | -                                                                        |                                                                          |
| 8-9-2014                                                                 | Valencia                                                                 | Spagna                                                                   | 5 – 1                                                                    | Macedonia                                                                | Qual. Euro 2016                                                          | -                                                                        |                                                                          |
| 9-10-2014                                                                | Skopje                                                                   | Macedonia                                                                | 3 – 2                                                                    | Lussemburgo                                                              | Qual. Euro 2016                                                          | -                                                                        | 46’                                                                      |
| Totale                                                                   |                                                                          | Presenze                                                                 | 6                                                                        |                                                                          | Reti                                                                     | 0                                                                        |                                                                          |

## Palmarès

### Club

#### Competizioni nazionali
- Coppa di Macedonia: 1

Škendija: 2015-2016